# Kritische Infrastruktur
Kritische Infrastrukturen sind Anlagen, Systeme oder ein Teil davon, die von wesentlicher Bedeutung für die Aufrechterhaltung wichtiger gesellschaftlicher Funktionen, der Gesundheit, der Sicherheit und des wirtschaftlichen oder sozialen Wohlergehens der Bevölkerung sind und deren Störung oder Zerstörung erhebliche Auswirkungen hätte, da ihre Funktionen nicht aufrechterhalten werden könnten.

## Allgemeines
Infrastrukturen sind jedermann zugängliche staatliche oder private Anlagen oder Einrichtungen, die in einem festgelegten organisatorischen und/oder geografischen Bereich Dienstleistungen zur Verfügung stellen. Dazu gehören auch die ablaufenden Prozesse, die eingesetzte Informationstechnik sowie die tätigen Arbeitskräfte. Kritische Infrastrukturen sind dementsprechend „Organisationen und Einrichtungen mit wichtiger Bedeutung für das staatliche Gemeinwesen, bei deren Ausfall oder Beeinträchtigung nachhaltig wirkende Versorgungsengpässe, erhebliche Störungen der öffentlichen Sicherheit oder andere dramatische Folgen eintreten würden.“ „kritisch“ bezieht sich auf die Systemrelevanz der Infrastrukturen, also auf die für das Gesamtsystem und die Daseinsvorsorge besonders bedeutsamen Einrichtungen.
Es bedarf auch des Schutzes kritischer Informationsinfrastrukturen (englisch Critical Information Infrastructure Protection, CIIP). „Kritisch“ meint hierbei nicht, dass die Eintrittswahrscheinlichkeit von Störungen hoch ist. Es ist vielmehr so zu verstehen, dass Störungen oder Ausfälle weitreichende Folgen bis hin zu katastrophalen Auswirkungen für Staat, Wirtschaft und/oder große Teile der Bevölkerung haben können.

## Geschichte
Das Bewusstsein über die Konzentration auf kritische Infrastrukturen entstand erst im Juli 1996 in den USA, als dort politische Entscheidungen getroffen und Maßnahmen ergriffen wurden, die auf deren Schutz abzielten. Nach dem Bombenanschlag auf das Murrah Federal Building in Oklahoma City im April 1995 schlug Janet Reno, Attorney General unter Präsident Bill Clinton, eine Kommission vor, die sich mit der Verwundbarkeit der USA durch Angriffe auf unverzichtbare Einrichtungen befassen sollte. Das Gremium hieß offiziell „Presidential Commission on Critical Infrastructure Protection (PCCIP)“ und machte im Oktober 1997 darauf aufmerksam, dass das Hauptaugenmerk auf das Internet zu legen sei, weil Hacker kritische Infrastrukturen hierüber lahmlegen könnten. Als kritische Infrastrukturen identifizierte die Kommission die Wirtschaftszweige:
- Information und Kommunikation,
- Finanzwesen,
- Wasser-,
- Elektrizitäts-,
- Gas- und Ölversorgung,
- Verkehrs- und Transportwesen,
- Notfalldienste und US-Administration.

Weitere Fortschritte gab es erst aus Anlass besonderer Katastrophen. So sorgten die Terroranschläge am 11. September 2001 unter anderem mit dem Begriff Disaster Preparedness ‚Katastrophen-Vorbereitetheit‘ dafür, dass die US-Regierung Mittel, Personal, Kompetenzen und Aufgaben für den Katastrophenschutz sowie die Flughafen- und Luftsicherheit verstärkte. Ein Computervirus ließ im August 2003 in 23 Bundesstaaten für Stunden sämtliche Eisenbahnsignal ausfallen, wodurch Züge bis zu 6 Stunden Verspätung hatten oder ganz ausfielen. Im selben Monat löste ein Blitzschlag an der Ostküste einen großflächigen Stromausfall aus, als Stromleitungen nicht mehr funktionierten, was zur Überlastung von Kraftwerken führte, die sich automatisch abschalteten.

## Arten
Kritische Infrastrukturen setzen sich zusammen aus technischen Basisinfrastrukturen und sozioökonomischen Infrastrukturen:
Technische Basisinfrastrukturen gewährleisten die:
- Energieversorgung,
- Trinkwasserversorgung sowie Abwasserentsorgung und
- ermöglichen Informationsaustausch, Kommunikation sowie
- Transport und Verkehr bis hin zu
- Absatz- und Lieferketten.

Sozioökonomische Infrastrukturen betreffen:
- die Nahrungsmittelversorgung,
- das Finanzwesen,
- Rettungsdienste sowie die
- Versorgung mit Massenmedien und Kultur.

Teilweise sind sie interdependent wie beispielsweise Transport und Nahrungsmittelversorgung (Lieferketten).

## Rechtsfragen
Im Sinne der Richtlinie 2008/114/EG des Rates vom 8. Dezember 2008 über die Ermittlung und Ausweisung europäischer kritischer Infrastrukturen und die Bewertung der Notwendigkeit, ihren Schutz zu verbessern ist eine kritische Infrastruktur eine Anlage, ein System oder ein Teil davon, die von wesentlicher Bedeutung für die Aufrechterhaltung wichtiger gesellschaftlicher Funktionen, der Gesundheit, der Sicherheit und des wirtschaftlichen oder sozialen Wohlergehens der Bevölkerung sind und deren Störung oder Zerstörung erhebliche Auswirkungen hätte, da ihre Funktionen nicht aufrechterhalten werden könnten.
Die CER-Richtlinie (EU 2022/2557) reguliert die Resilienz bei kritischen Infrastrukturen in der EU durch Maßnahmen in Unternehmen und staatliche Aufsicht. Die NIS-2-Richtlinie weitet Cybersicherheitsvorgaben auf mehr Sektoren und mehr Unternehmen aus.

### Situation in Deutschland
In Deutschland erscheinen kritische Infrastrukturen als Rechtsbegriff erstmals im Dezember 2008 im Raumordnungsgesetz (ROG). Danach ist es einer der Grundsätze der Raumordnung, dass nach § 2 Abs. 2 Nr. 3 ROG dem Schutz kritischer Infrastrukturen Rechnung zu tragen ist. In den Bereich des Schutzes kritischer Infrastrukturen fällt auch die Versorgung von Schlüsselindustrien, deren Beeinträchtigung unmittelbar schwerwiegende Störungen der Versorgungslage nach sich ziehen würde. Dabei gilt als Maß für die Bedeutung einer Infrastruktur im Hinblick auf ihre Systemfunktionalität die „Kritikalität von Infrastrukturen“. Kritische Infrastrukturen im Sinne des § 2 Abs. 10 BSI-Gesetz sind Einrichtungen, Anlagen oder Teile davon, die den Sektoren Energie, Informationstechnik und Telekommunikation, Transport und Verkehr, Gesundheit, Wasser, Ernährung sowie Finanz- und Versicherungswesen angehören und von hoher Bedeutung für das Funktionieren des Gemeinwesens sind, weil durch ihren Ausfall oder ihre Beeinträchtigung erhebliche Versorgungsengpässe oder Gefährdungen für die öffentliche Sicherheit eintreten würden.
Die Betreiber kritischer Infrastrukturen sind gemäß § 8a Abs. 1 BSI-Gesetz verpflichtet, angemessene organisatorische und technische Vorkehrungen zur Vermeidung von Störungen der Verfügbarkeit, Integrität, Authentizität und Vertraulichkeit ihrer informationstechnischen Systeme, Komponenten oder Prozesse zu treffen, die für die Funktionsfähigkeit der von ihnen betriebenen kritischen Infrastrukturen maßgeblich sind. Das Bundesministerium des Innern bestimmte gemäß § 10 Abs. 1 BSI-Gesetz durch Rechtsverordnung näher, welche Einrichtungen, Anlagen oder Teile davon als kritische Infrastrukturen im Sinne dieses Gesetzes gelten. Diese Rechtsverordnung ist die BSI-KritisV (Verordnung zur Bestimmung kritischer Infrastrukturen nach dem BSI-Gesetz, BSI-Kritisverordnung), die folgende sieben Sektoren als kritische Infrastrukturen identifiziert:
1. Energie: Elektrizität, Gas, Mineralöl, Fernwärme (§ 2 BSI-KritisV),
2. Wasser: Öffentliche Wasserversorgung, öffentliche Abwasserbeseitigung (§ 3 BSI-KritisV),
3. Ernährung: Ernährungswirtschaft, Lebensmittelhandel (§ 4 BSI-KritisV),
4. Informationstechnik und Telekommunikation (§ 5 BSI-KritisV),
5. Gesundheit: Medizinische Versorgung, Arzneimittel und Impfstoffe, Labore (§ 6 BSI-KritisV),
6. Finanz- und Versicherungswesen: Kreditinstitute, Börsen, Versicherungen, Finanzdienstleister (§ 7 BSI-KritisV),
7. Transport und Verkehr: Luftfahrt, Seeschifffahrt, Binnenschifffahrt, Schienenverkehr, Straßenverkehr, Logistik (§ 8 BSI-KritisV).

Zusätzlich rechnet das Bundesamt für Bevölkerungsschutz und Katastrophenhilfe folgende kritische Infrastrukturen hinzu:
- Staat und Verwaltung: Regierung und Verwaltung, Parlament, Justizeinrichtungen, Notfall-/Rettungswesen einschließlich Katastrophenschutz sowie
- Medien und Kultur: Rundfunk (Fernsehen und Radio), gedruckte und elektronische Presse, Kulturgut und symbolträchtige Bauwerke.

Die beiden letzten Sektoren sind nicht Bestandteil der BSI-KritisV.
Mit dem im Mai 2021 verabschiedeten IT-Sicherheitsgesetz 2.0 und den damit verbundenen Änderungen des BSI-Gesetzes tritt ein weiterer Kritis-Sektor hinzu:
- Siedlungsabfallentsorgung.

Das Bundesamt für Sicherheit in der Informationstechnik nennt somit zehn kritische Infrastrukturen. Zudem wird ebenfalls die neue Kategorie „Unternehmen in besonderen öffentlichen Interesse“ (UBI) eingeführt. Darunter fallen bspw. Rüstungs- und Chemieunternehmen sowie die größten deutschen Konzerne, inkl. deren wesentliche Zulieferer. Medial wird die neugeschaffene Kritis-Kategorie häufig auch als „Quasi-Kritis“ oder „Kritis-Light“ bezeichnet, da die gesetzlichen Anforderungen an „Unternehmen in besonderen öffentlichen Interesse“ zwar substanziell aber im Vergleich zu Betreibern Kritischer Infrastrukturen gemäß der BSI-KritisV weniger weitreichend sind.
Das Kritis-Dachgesetz soll ab 2024 die CER-Richtlinie umsetzen, und das NIS2-Umsetzungsgesetz soll die NIS2-Richtlinie umsetzen.

## Wirtschaftliche Aspekte
Aufgrund der Vernetzung kritischer Infrastrukturen sowohl sektorübergreifend als auch grenzüberschreitend bestehen starke, nicht-lineare Interdependenzen. Dies kann dazu führen, dass sich eine Störung von einem Betreiber einer kritischen Infrastruktur durch Kaskadeneffekt auf andere Betreiber ausbreitet und somit die Bevölkerung gefährdet. Betreiber ist nach § 1 Nr. 2 BSI-KritisV eine natürliche oder juristische Person, die unter Berücksichtigung der rechtlichen, wirtschaftlichen und tatsächlichen Umstände bestimmenden Einfluss auf die Beschaffenheit und den Betrieb einer Anlage oder Teilen davon ausübt.

## International
In der Schweiz umfasst das Spektrum der kritischen Infrastrukturen neun Sektoren, unterteilt in 27 Teilsektoren (Branchen).
Kritische Infrastrukturen sind in Österreich in § 74 Z 11 Strafgesetzbuch sowie in § 22 Abs. 1 Z 6 Sicherheitspolizeigesetz definiert. Beauftragt für den Schutz sind das Bundesministerium für Inneres und das Bundeskanzleramt; diese werden vom APCIP in der Umsetzung unterstützt. Österreich hat verbindliche bilaterale Verträge mit den Ländern Slowakei und Tschechien, in denen sie sich gegenseitige Hilfe in Notlagen zusichern.
Auch eine D-A-CH-Kooperation sowie die Zusammenarbeit mit der Europäischen Kommission bei EPCIP, Fonds Innere Sicherheit (kurz ISF) und CIWIN bestehen.